# Giovanni Luigi de Ventimiglia

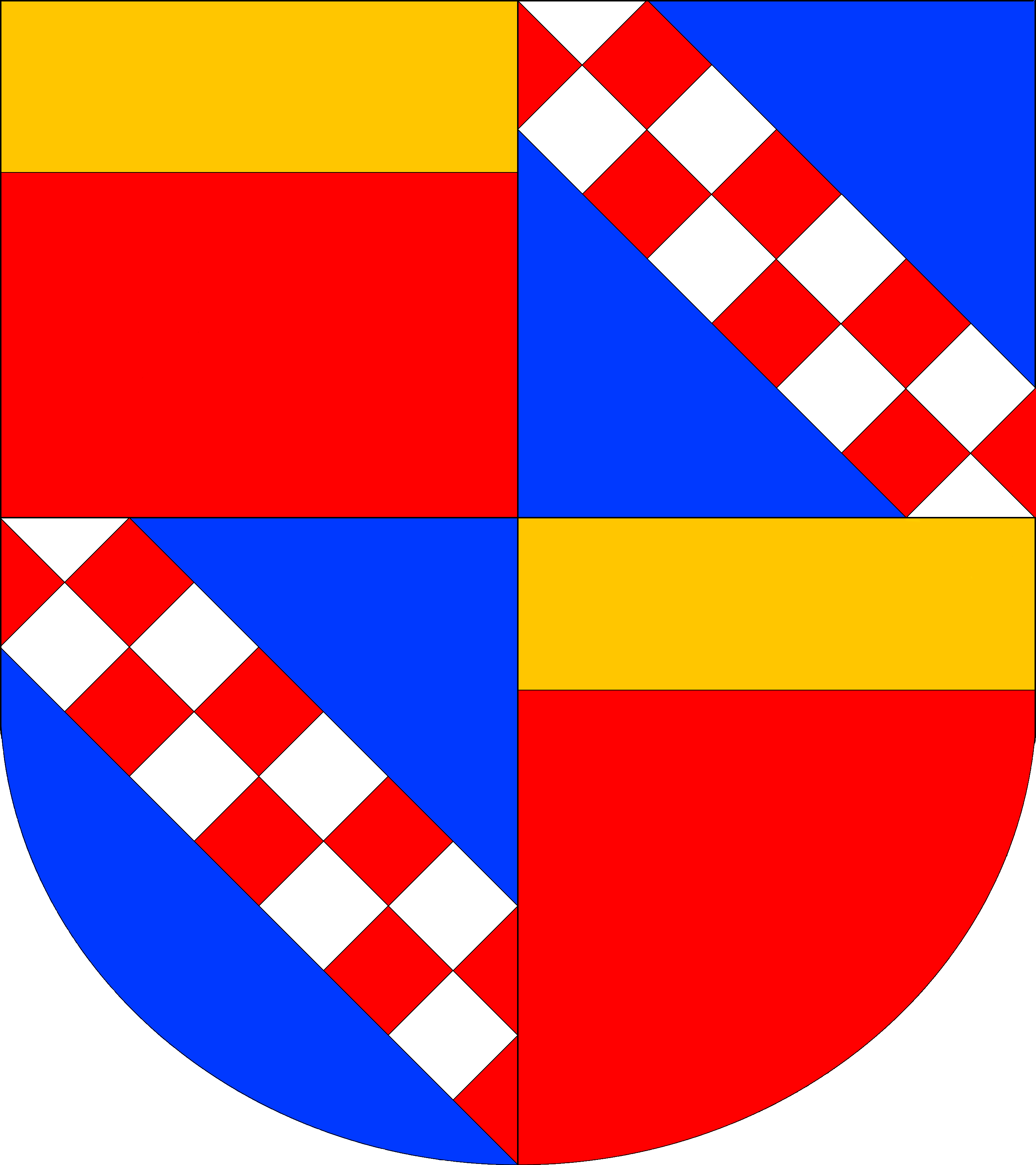
Escudo de armas del marqués de Irache: casa de Ventimiglia combinado con la casa de Altavilla, desde 1433.

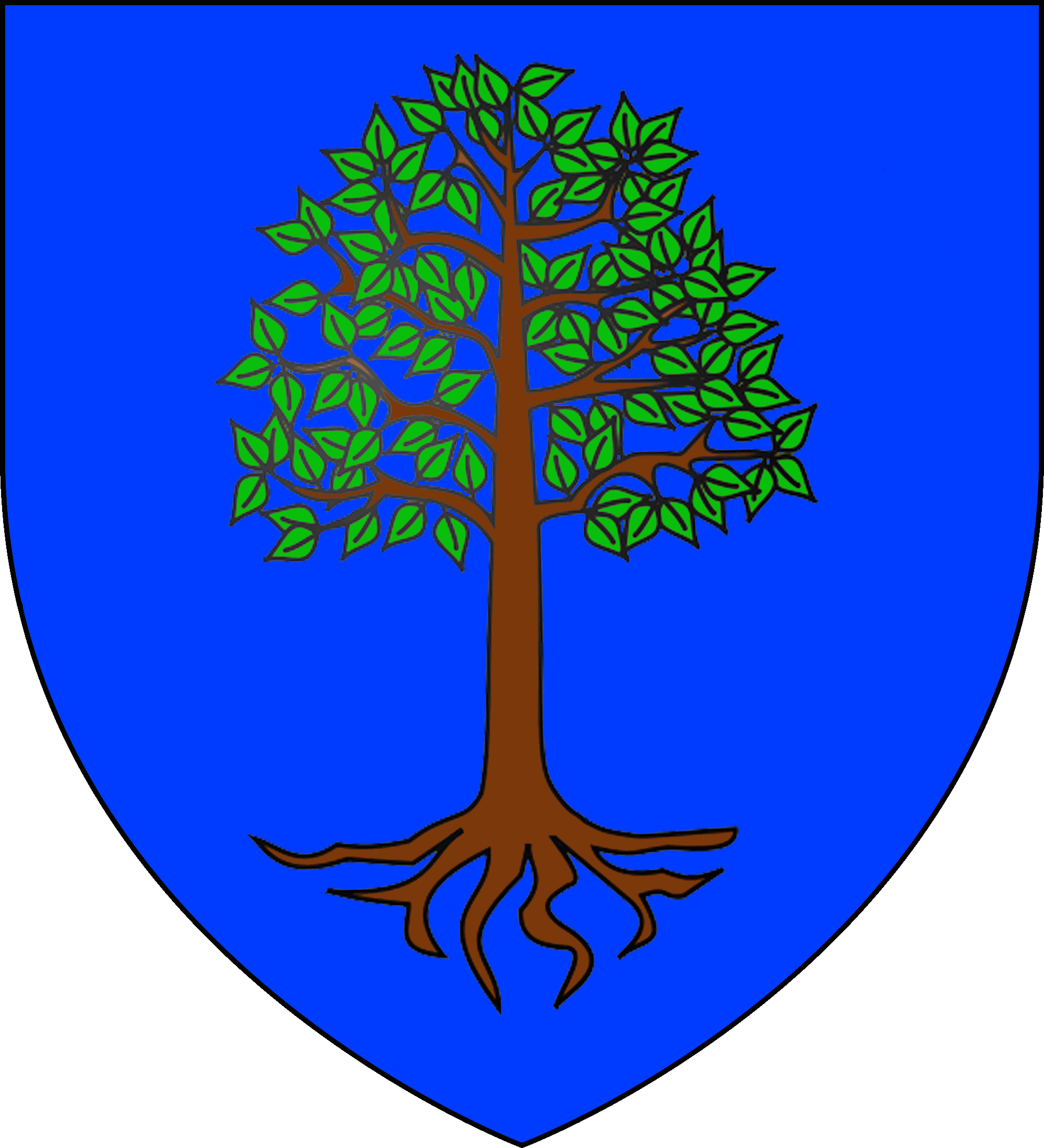
Casa de Perpignano, príncipes del Buonriposo.

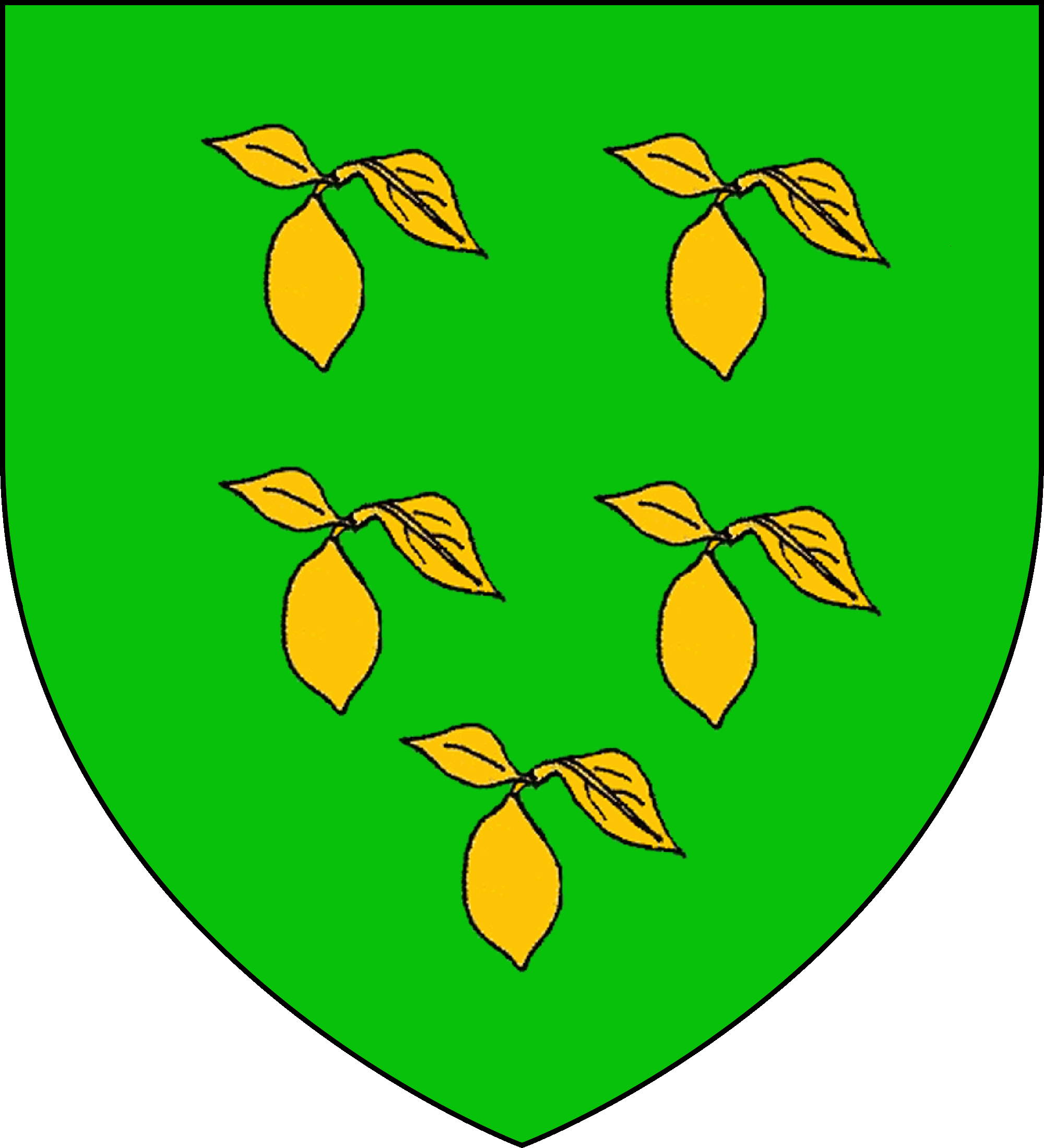
Casa de la Lumia.

Giovanni Luigi de Ventimiglia Spinola (+19 de enero de 1795), fue un noble siciliano de la casa de Ventimiglia, hijo de Domenico Antonio Ventimiglia (hermano de Giovanni VI de Ventimiglia)  y de su esposa Francesca Spinola.

## Títulos
- XX marqués  de Irache.[2]
- XXXIV conde de Geraci.
- grande de España.[3]
- XII príncipe de Castelbuono.[4]
- Príncipe del S.R.I.
- Príncipe de Belmontino.
- Príncipe de Buonriposo (1777).
- Barón de Pollina y de San Mauro.
- Señor de Belmontino,[5] Bonanotte, Rupa, Calabrò, Graziano, Gallidoro, Gebbiarossa, Grasta, Miano, Ovitello y Tavernolo.
- Gentiluomo de Camera del rey Carlo Emanuele III de Nápoles.
- Cavaliere dell’Ordine Reale del Cordon Rosso de San Gennaro.[6]
- Cavaliere della Suprema Ordine della SS Anunziata da Carlo Emanuelle III (con el consenso de la corte de las Dos Sicilias)
- Senador de la corte en Palermo en los años 1781, 82 y 83.

## Biografía
A él va dedicado el tomo XIV de los Opuscoli Siciliani del P. Prior de Biasi. También es mencionado en la traducción de francés al italiano hecha por el conde de Villarosata Lucanesi del Tancredo de Voltaire.
Fue rector del grande ospedale de San Bartolomeo en 1765, así como gobernador del monte de piedad de Palermo en 1767.
Más adelante y dentro de lo que suponía un reordenamiento del fraccionado poder feudal en el reino de Sicilia por parte de la Corona, el 8 de junio de 1783 y por orden Real, le fue prohibido utilizar el título de Primer conde de Italia (Primo Conte d’Italia), así como el de Primo signore dell’una e l’altra Sicilia, conte d’Ischia maggiore, marqués de Lozana, príncipe del Sacro Romano Imperio, así como la utilización en su blasón de la leyenda Dei Gratia. Fue de esta forma restructurado a una posición semejante a la de otros nobles que ocupaban cargos en el servicio de la Corona, perdiendo definitivamente los privilegios especiales que dicha casa había sustentado hasta el momento.
En enero de 1784, encontrándose el marqués  de Irache en la corte de Nápoles y ante José II de Habsburgo, emperador de Austria, obtuvo nuevamente la dignidad de príncipe del Sacro Romano Imperio. Murió en Palermo el 19 de enero de 1791, tal y como consta en la catedral de dicha ciudad. Está enterrado en Santa Anna della Misericordia.

## Matrimonio y descendencia
En octubre de 1752 casó Giovanni Luigi de Ventimiglia Spinola con Rosa Perpignano y la Lumia, princesa de Buonriposo en 1777, hija y heredera universal de Giuseppe Perpignano Leofante, príncipe de Buonriposo, y de su primera esposa Agatha la Lumia Galifi, hija de Lodovico Lalumia y de Rosa Galifi, de la que tuvo numerosa prole, entre ellos:
- Luigi Ruggero III de Ventimiglia Perpignano, XXI marqués  de Irache, que sigue.
- Domenico Gaspare de Ventimiglia Perpignano (*1759,+1833), XXII marqués de Irache, que sigue.
- Francesco Luigi de Ventimiglia Perpignano (*1761), XXIII marqués de Irache, que sigue.
- Giuseppe, que murió adolescente.
- Corrado (+7 de enero de 1840), usaba regularmente el título de duque de Ventimiglia, fue un notable amante, coleccionista y mecenas del arte. Nombró heredera universal a su prima Beatrice Ventimiglia y Moncada, de la casa de los príncipes de Grammonte, y a Giulietta Lo Faso y Ventimiglia, marquesa de Torrearsa, de la casa de los duques de Serradifalco.
- Anna Maria (+1796), casó el 7 de mayo de 1791 con don Giovanni Pietro Galletti y Colonna-Romano, príncipe de Soria.

## Línea de sucesión en elmarquesado de Irache
| Predecesor: Luigi Ruggero II de Ventimiglia Sanseverino | Casa de Ventimiglia | Sucesor: Luigi Ruggero III de Ventimiglia Perpignano |